# Ritratto di Sir Thomas More (Holbein)
Il ritratto di Sir Thomas More (noto anche come ritratto di Tommaso Moro) di Hans Holbein il Giovane è un dipinto ad olio su tavola (74.2x59 cm) di Hans Holbein il Giovane, databile al 1527 e conservato nella Frick Collection di New York.

## Storia

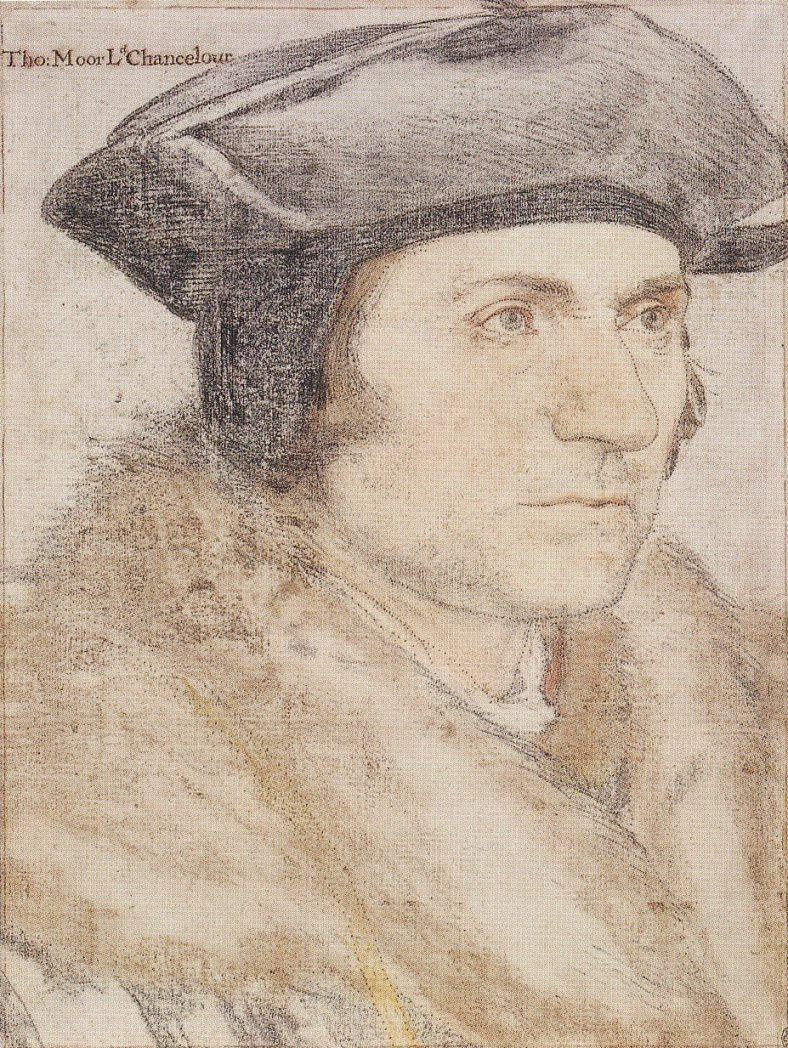
Disegno preparatorio del ritratto

L'opera venne creata durante il primo periodo della permanenza di Holbein a Londra. Grazie all'amicizia tra l'artista e l'umanista olandese Erasmo da Rotterdam, quest'ultimo lo raccomandò all'amico Thomas More, cavaliere e speaker della Camera dei comuni inglese, nonché allora potente personaggio a corte. More, in una successiva lettera ad Erasmo, definirà Holbein come un "magnifico artista".
Prima della realizzazione del quadro definitivo, Holbein realizzò un disegno preparatorio a guazzo che oggi si trova nella Royal Collection, e di cui vi è anche una copia conservata alla National Portrait Gallery, probabilmente "dipinto in Italia o in Austria all'inizio del XVII secolo". Questa è la versione probabilmente catalogata dalla Galleria di Leuchtenberg nel 1852.
Un altro ritratto che Holbein realizzò per More che lo vedeva raffigurato insieme alla sua famiglia, è andato ad oggi perduto, ma permangono di esso diversi disegni preparatori (gran parte di questi si trovano oggi nella Royal Collection) ed altrettante copie.

## Descrizione

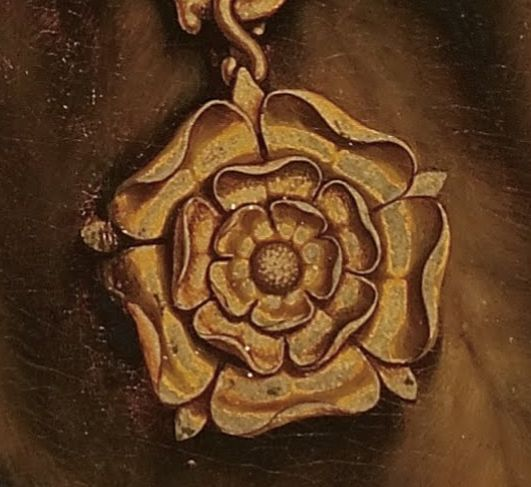
Dettaglio della Rosa dei Tudor al collare di Thomas More, segno di fedeltà alla casata reale inglese

Il ritratto che Holbein realizzò per Sir Thomas More venne dipinto nel 1527, quando More aveva ancora l'incarico di Cancelliere del Ducato di Lancaster. L'immagine, a mezzo busto, mostra More di tre quarti di profilo, seduto, con alle spalle un panneggio verde. Egli indossa degli abiti formali di corte ed il "Collar of Esses" con la rosa dei Tudor, simbolo araldico di Enrico VIII. Quest'ultima decorazione era simbolo di distinzione e servizio fedele al re, indipendentemente dall'incarico ricoperto. Lo sguardo di More è rivolto a destra, con un'espressione severa e attenta nel contempo, nel classico stile di Holbein di andare a cogliere l'interiorità del carattere del personaggio rappresentato, la sua severità di giudizio ed il suo attaccamento alla rigorosità religiosa (che gli saranno entrambe poi fatali nei confronti del sovrano). L'estremo realismo della rappresentazione della figura, è percepibile in alcuni elementi che identificano l'amore di Holbein per i dettagli: dal velluto del vestito ai riflessi dorati sulle "S" della catena che More porta al collo ed infine nei peli della barba appena accennata sul volto del personaggio che contribuiscono a conferire un tocco ulteriore di veridicità alla rappresentazione.